# مدل‌ها و همسران
مدل‌ها و همسران (انگلیسی: Mates and Models) یک فیلم کمدی صامت کوتاه آمریکایی به کارگردانی نوئل ام. اسمیت است که در سال ۱۹۱۹ منتشر شد. از بازیگران این فیلم می‌توان به اولیور هاردی، ریچارد اسمیت و جیمی اوبری اشاره کرد.